# Dariusz Michalewicz
Dariusz Michalewicz  (ur. 18 czerwca 1969 w Lesznie) – polski żużlowiec.
Wychowanek klubu Unia Leszno. W rozgrywkach z cyklu Drużynowych Mistrzostw Polski startował w latach 1987–1990, reprezentując klub Unii Leszno. Trzykrotny złoty medalista Drużynowych Mistrzostw Polski w latach 1987, 1988 i 1989.
Raz wystąpił w finale Młodzieżowych mistrzostw Polski par klubowych w Lesznie (1987) gdzie zajął IX miejsce. Wystąpił również w finale Młodzieżowych drużynowych mistrzostw Polski w Rzeszowie (1989) gdzie wraz z drużyną Unii Leszno zdobył IV miejsce.

## Drużynowe Mistrzostwa Polski – Sezon Zasadniczy Najwyższej Klasy Rozgrywkowej
| Sezon | Klub        | Miejsce | Liga   | Średnia/bg | Średnia/mc | Pkt     | Bonusy | Razem   | Komplety | Biegi | Mecze |
| ----- | ----------- | ------- | ------ | ---------- | ---------- | ------- | ------ | ------- | -------- | ----- | ----- |
| 1987  | Unia Leszno |         | 1 Liga | 0,389      | 1,000      | 6 (91)  | 1      | 7 (91)  | 0        | 18    | 6     |
| 1988  | Unia Leszno |         | 1 Liga | 0,000      | 0,000      | 0 (108) | 0      | 0 (108) | 0        | 1     | 1     |
| 1989  | Unia Leszno |         | 1 Liga | 0,818      | 1,750      | 7 (86)  | 2      | 9 (86)  | 0        | 11    | 4     |
| 1990  | Unia Leszno | 6       | 1 Liga | 0,500      | 0,500      | 1 (72)  | 0      | 1 (72)  | 0        | 2     | 2     |

W nawiasie miejsce w danej kategorii (śr/m oraz śr/b – przy założeniu, że zawodnik odjechał minimum 50% spotkań w danym sezonie)